# Spišské Podhradie
Spišské Podhradie és una ciutat d'Eslovàquia. Es troba a la regió de Prešov, al nord del país.

## Història

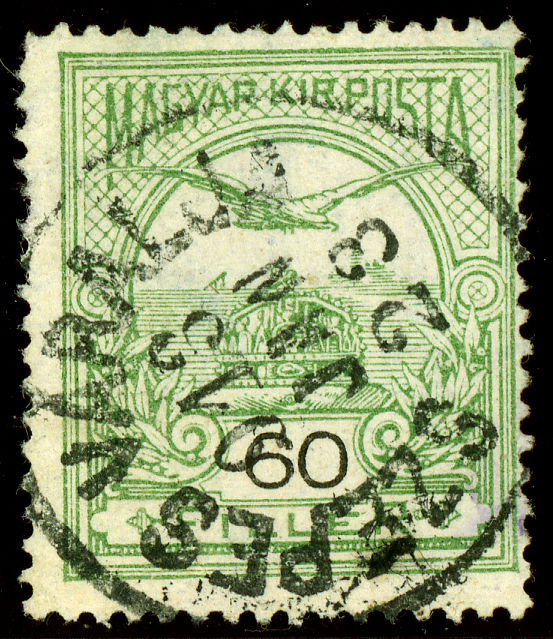
Segell hongarès emès el 1913

D'ençà el segle xii ja hi havia una comunitat instal·lada als peus del castell de Spiš. Cap a la meitat del segle xiii la vila esdevingué independent del castell. La primera menció escrita data del 1174 amb el nom de Suburbium. El 1279 la vila s'anomenà Fanum St. Mariae. De seguida es beneficià del desenvolupament de la regió de Spiš amb la impulsió dels migrants de Saxe. El títol de ciutat li fou concedit el 1321 amb el nom de Villa Saxorum. La prosperitat perdurà fins al segle xv, gràcies al comerç i a les indústries d'artesans. La ciutat formà part del Regne d'Hongria fins a la proclamació de la república el 1918.

## Demografia
| Godina             | 1994 | 2004   | 2014   | 2024   |
| ------------------ | ---- | ------ | ------ | ------ |
| Nombre de persones | 3665 | 3872   | 4035   | 3730   |
| Diferència         |      | +5,64% | +4,20% | −7,55% |

| Godina             | 2023 | 2024   |
| ------------------ | ---- | ------ |
| Nombre de persones | 3754 | 3730   |
| Diferència         |      | −0,63% |

## Ciutats agermanades
- Głogów Małopolski, Polònia
- Pinetop-Lakeside, Arizona, EUA
- Show Low, Arizona, EUA
- Vrbové, Eslovàquia

## Galeria d'imatges

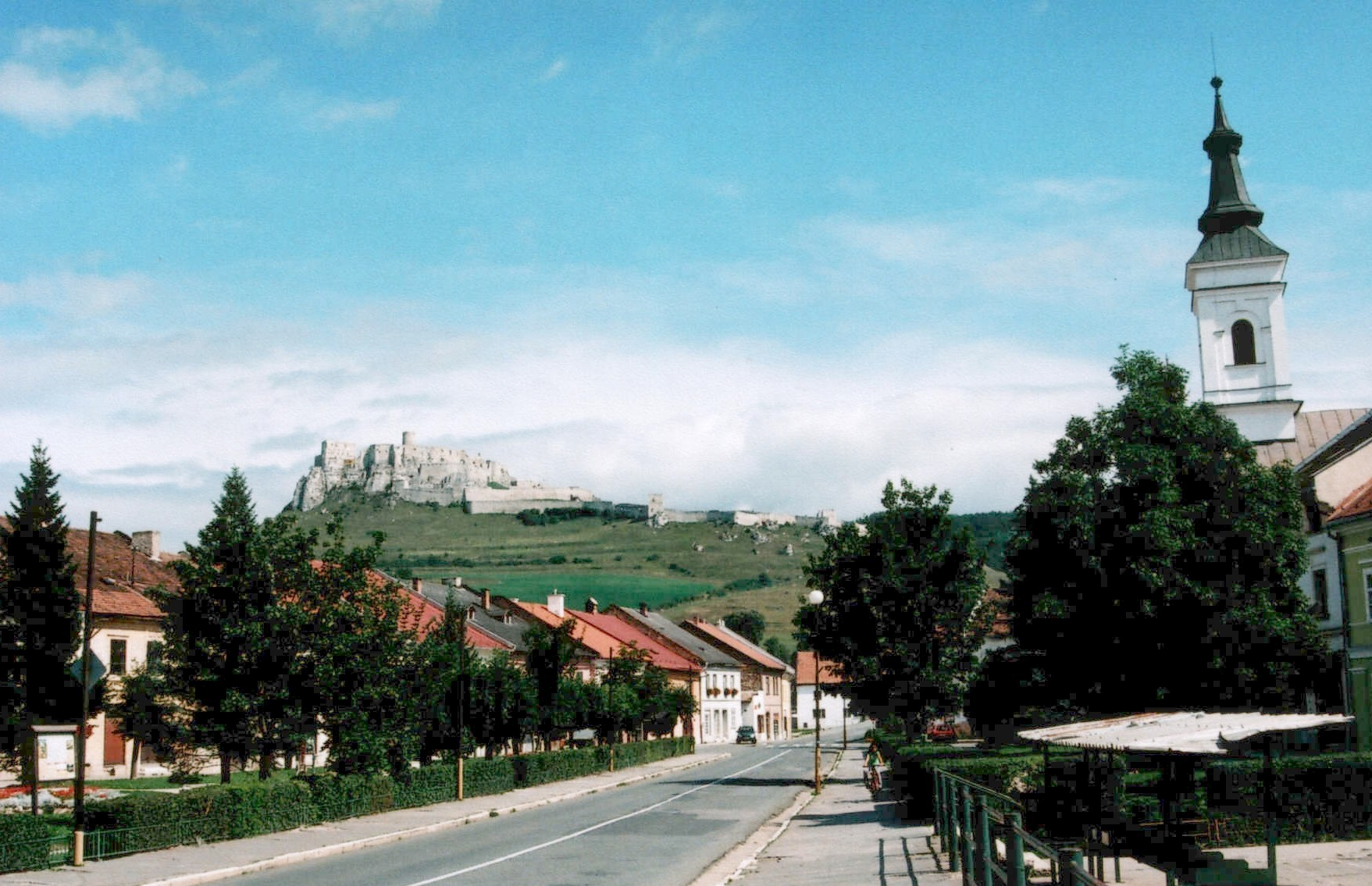
Spišské Podhradie
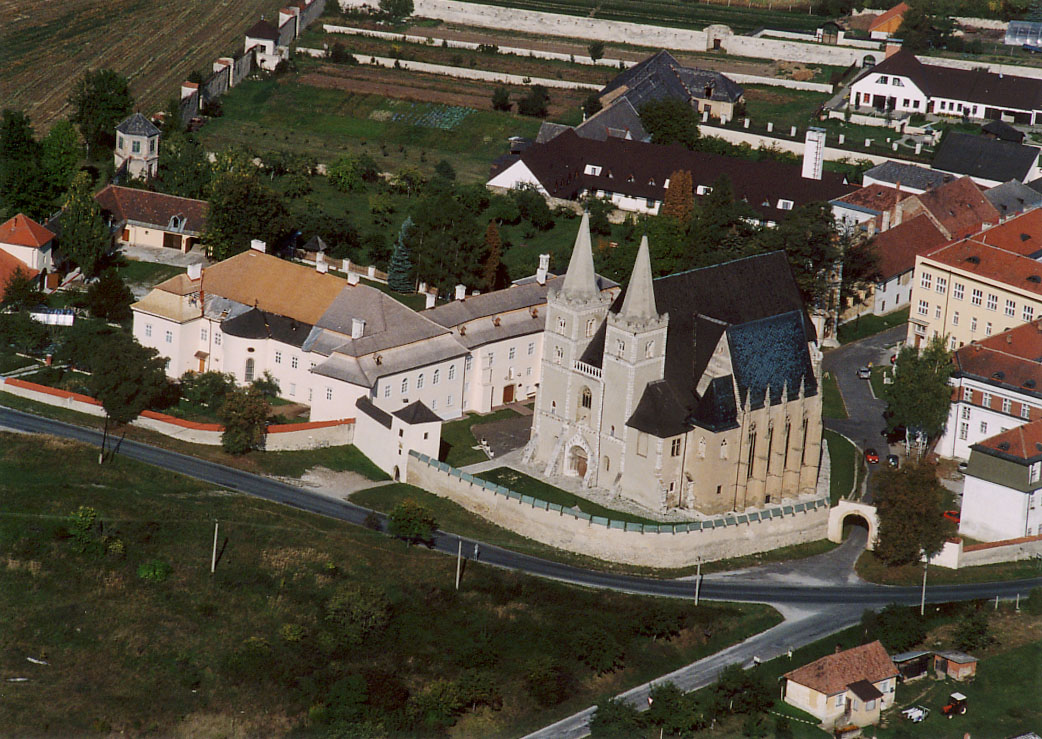
Spišské Podhradie
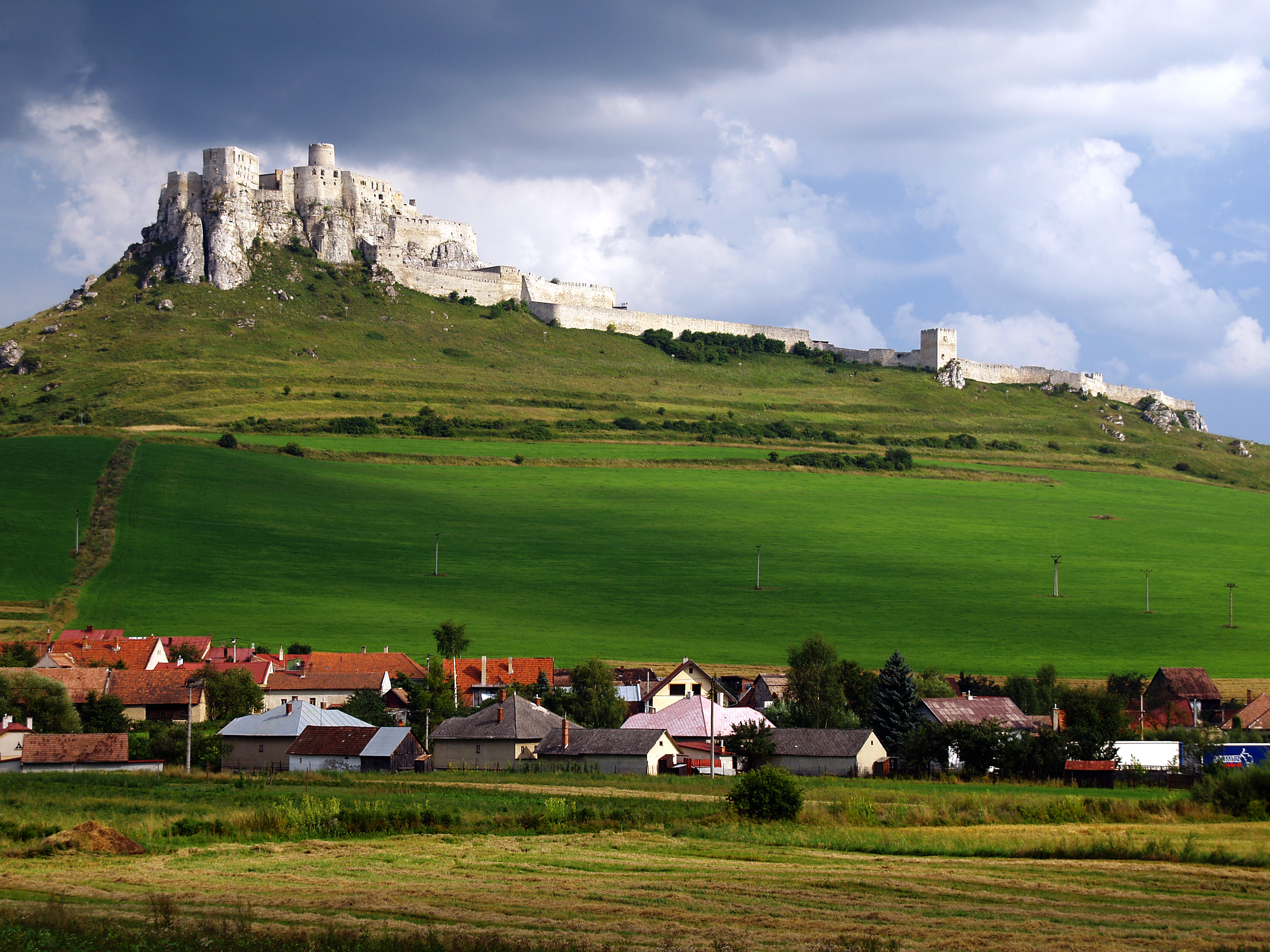
Castell de Spiš